# Кіндзьо Рісако
Рісако Кіндзьо (яп. 川井 梨紗子 (уроджена Кавай); нар. 21 листопада 1994) — японська борчиня вільного стилю, чотириразова чемпіонка та срібна призерка чемпіонатів світу, чотириразова чемпіонка Азії, срібна призерка Азійських ігор, чотириразова володарка Кубків світу, чемпіонка Олімпійських ігор.

## Біографія
Боротьбою почала займатися з 2002 року. У 2011 році стала чемпіонкою світу серед кадетів. У 2013 та 2014 роках вигравала юніорські першості світу.
У фіналі чемпіонату світу 2015 року в Лас-Вегасі поступилася монгольській спортсменці Соронзонболдин Батцецег. Наступного року на дебютних для себе Олімпійських іграх в Ріо-де-Жанейро перемогла всіх своїх суперниць і стала олімпійською чемпіонкою. У фіналі здолала Марію Мамашук з Білорусі.
Виступає за спортивний клуб університету Шигаккан, Обу, префектура Айті. Тренер — Кадзухіто Сакае.
Її молодша сестра Юкако теж займається боротьбою і виступає за збірну Японії. Вона чемпіонка Японії, срібна призерка чемпіонатів світу та Азії, дворазова володарка Кубків світу. Мати сестер Кавай Хацуе Котакі брала участь у чемпіонаті світу з боротьби 1989 року, а батько Такахіто боровся на національному рівні і у 1989 році здобув подвійну корону на всеяпонських студентських змаганнях з греко-римської боротьби.

## Спортивні результати на міжнародних змаганнях

### Виступи на Олімпіадах
| Змагання                    | Збірна | Вагова категорія          | Місце  |
| --------------------------- | ------ | ------------------------- | ------ |
| Літні Олімпійські ігри 2016 | Японія | жіноча боротьба, до 63 кг | Золото |
| Літні Олімпійські ігри 2020 | Японія | жіноча боротьба, до 57 кг | Золото |

### Виступи на Чемпіонатах світу
| Змагання                        | Збірна | Вагова категорія          | Місце  |
| ------------------------------- | ------ | ------------------------- | ------ |
| Чемпіонат світу з боротьби 2012 | Японія | жіноча боротьба, до 51 кг | 7      |
| Чемпіонат світу з боротьби 2015 | Японія | жіноча боротьба, до 63 кг | Срібло |
| Чемпіонат світу з боротьби 2017 | Японія | жіноча боротьба, до 60 кг | Золото |
| Чемпіонат світу з боротьби 2018 | Японія | жіноча боротьба, до 59 кг | Золото |
| Чемпіонат світу з боротьби 2019 | Японія | жіноча боротьба, до 57 кг | Золото |
| Чемпіонат світу з боротьби 2024 | Японія | жіноча боротьба, до 59 кг | Золото |

### Виступи на Чемпіонатах Азії
| Змагання                       | Збірна | Вагова категорія          | Місце  |
| ------------------------------ | ------ | ------------------------- | ------ |
| Чемпіонат Азії з боротьби 2014 | Японія | жіноча боротьба, до 58 кг | Золото |
| Чемпіонат Азії з боротьби 2016 | Японія | жіноча боротьба, до 63 кг | Золото |
| Чемпіонат Азії з боротьби 2017 | Японія | жіноча боротьба, до 60 кг | Золото |
| Чемпіонат Азії з боротьби 2020 | Японія | жіноча боротьба, до 57 кг | Золото |
| Чемпіонат Азії з боротьби 2024 | Японія | жіноча боротьба, до 59 кг | Бронза |

### Виступи на Азійських іграх
| Змагання           | Збірна | Вагова категорія          | Місце  |
| ------------------ | ------ | ------------------------- | ------ |
| Азійські ігри 2018 | Японія | жіноча боротьба, до 62 кг | Срібло |

### Виступи на Кубках світу
| Змагання                    | Збірна | Вагова категорія          | Місце  |
| --------------------------- | ------ | ------------------------- | ------ |
| Кубок світу з боротьби 2014 | Японія | жіноча боротьба, до 58 кг | Золото |
| Кубок світу з боротьби 2015 | Японія | жіноча боротьба, до 58 кг | Золото |
| Кубок світу з боротьби 2018 | Японія | команда                   | Золото |
| Кубок світу з боротьби 2019 | Японія | команда                   | Золото |

### Виступи на інших змаганнях
| Змагання                                         | Збірна | Вагова категорія          | Місце  |
| ------------------------------------------------ | ------ | ------------------------- | ------ |
| Золотий Гран-прі з боротьби 2012 (Красноярськ)   | Японія | жіноча боротьба, до 51 кг | Золото |
| Золотий Гран-прі з боротьби 2012 (Кліппан )      | Японія | жіноча боротьба, до 51 кг | Золото |
| Золотий Гран-прі з боротьби 2013 (Баку)          | Японія | жіноча боротьба, до 55 кг | Срібло |
| Всеяпонський відкритий чемпіонат з боротьби 2018 | Японія | жіноча боротьба, до 59 кг | Золото |
| Чемпіонат Японії з боротьби 2018                 | Японія | жіноча боротьба, до 57 кг | Срібло |
| Чемпіонат Японії з боротьби 2023                 | Японія | жіноча боротьба, до 59 кг | Золото |

### Виступи на змаганнях молодших вікових груп
| Змагання                                      | Збірна | Вагова категорія          | Місце  |
| --------------------------------------------- | ------ | ------------------------- | ------ |
| Чемпіонат світу з боротьби серед юніорів 2013 | Японія | жіноча боротьба, до 55 кг | Золото |
| Чемпіонат світу з боротьби серед юніорів 2014 | Японія | жіноча боротьба, до 59 кг | Золото |
| Чемпіонат світу з боротьби серед кадетів 2011 | Японія | жіноча боротьба, до 52 кг | Золото |